# Złotokrecik
Złotokrecik (Amblysomus) – rodzaj ssaków z podrodziny złotokrecików (Amblysominae) w obrębie rodziny złotokretowatych (Chrysochloridae).

## Rozmieszczenie geograficzne
Rodzaj obejmuje gatunki występujące w Afryce Południowej.

## Morfologia
Długość ciała samic 90–145 mm, samców 96–143 mm, długość tylnej stopy samic 10–18 mm, samców 11–20 mm; masa ciała samic 30–73 g, samców 30–98 g.

## Systematyka
Rodzaj zdefiniował w 1848 roku francuski geolog, paleontolog i botanik Auguste Nicolas Pomel w artykule zatytułowanym Badania nad mięsożernymi Owadożernymi, opublikowanym w czasopiśmie „Archives des Sciences Pysiques et Naturelles”. Pomel nie wskazał gatunku typowego; gatunkiem typowym jest (późniejsze oznaczenie) złotokrecik hotentocki (A. hottentotus).

### Etymologia
Amblysomus: gr. αμβλυς amblus ‘tępy, mętny’, od αμβλυνω amblunō ‘stępić’; σωμα sōma, σωματος sōmatos ‘ciało’.

### Podział systematyczny
Do rodzaju należą następujące występujące współcześnie gatunki:
| Grafika | Gatunek                    | Autor i rok opisu | Nazwa zwyczajowa        | Podgatunki         | Rozmieszczenie geograficzne | Podstawowe wymiary           | Status IUCN |
| ------- | -------------------------- | ----------------- | ----------------------- | ------------------ | --- | ---------------------------- | ----------- |
|         | Amblysomus hottentotus     | (A. Smith, 1829)  | złotokrecik hotentocki  | 5 podgatunków      | Południowa Afryka (KwaZulu-Natal, Prowincja Przylądkowa Wschodnia, Wolne Państwo i Mpumalanga) i Lesotho; zakres wysokości: 0–2000 m n.p.m.                                                                                     | DC: 10,4–14,5 cm MC: 37–85 g | LC          |
|         | Amblysomus robustus        | Bronner, 2000     | złotokrecik krzepki     | gatunek monotypowy | endemit Południowej Afryki: Mpumalanga (Steenkampsberg wokół Lydenberg, Dullstroom i Belfast); zakres wysokości: 2000–2100 m n.p.m.                                                                                             | DC: 9–14,3 cm MC: 61–98 g    | VU          |
|         | Amblysomus septentrionalis | A. Roberts, 1913  | złotokrecik wyżynny     | gatunek monotypowy | Południowa Afryka (Mpumalanga i północno-wschodnie Wolne Państwo) i Eswatini (Piggs Peak); zakres wysokości: 1600–1800 m n.p.m.                                                                                                 | DC: 10,5–14,5 cm MC: 52–86 g | NT          |
|         | Amblysomus marleyi         | A. Roberts, 1931  | złotokrecik stokowy     | gatunek monotypowy | endemit Południowej Afryki: KwaZulu-Natal (Ngwavuma i Ubombo na wschodnich zboczach gór Lebombo); być może południowo-wschodnie Eswatini (góry Lebombo); zakres wysokości: 490–695 m n.p.m.                                     | DC: 9–12 cm MC: 30–34 g      | EN          |
|         | Amblysomus corriae         | O. Thomas, 1905   | złotokrecik przylądkowy | 2 podgatunki       | endemit Południowej Afryki: Prowincja Przylądkowa Zachodnia (od pobliża George) na wschód wzdłuż Gór Przylądkowych i przybrzeżnych równin do Prowincji Przylądkowej Wschodniej (Humansdorp); zakres wysokości: 10–1200 m n.p.m. | DC: 10,5–13,5 cm MC: 46–64 g | NT          |

Kategorie IUCN:  LC  – gatunek najmniejszej troski,  NT  – gatunek bliski zagrożenia,  VU  – gatunek narażony,  EN  – gatunek zagrożony.
Opisano również gatunek wymarły z plejstocenu Południowej Afryki:
- Amblysomus hamiltoni (Graaff, 1957)